# Shimizu Naoemon
Shimizu Naoemon (jap. 清水 直右衛門; * 1901 in der Präfektur Hiroshima; † 6. August 1945 ebenda) war ein japanischer Fußballspieler.

## Nationalmannschaft
1923 debütierte Shimizu für die japanische Fußballnationalmannschaft. Shimizu bestritt zwei Länderspiele und erzielte dabei ein Tor. Mit der japanischen Nationalmannschaft qualifizierte er sich für die Far Eastern Championship Games 1923. Er kam am 6. August 1945 gemeinsam mit seiner Frau beim Atombombenabwurf auf Hiroshima ums Leben.